# Línea 573 (Interurbanos Madrid)
La línea 573 de la red de autobuses interurbanos de Madrid une el intercambiador de Moncloa con Boadilla del Monte por la urbanización de Montepríncipe.

## Características
Esta línea une Boadilla del Monte con Madrid en un trayecto de 50 minutos de duración. Además de Moncloa, tiene parada en el importante intercambiador de Príncipe Pío y el área intermodal de Colonia Jardín, en el municipio de Madrid.
En Boadilla la línea sirve la urbanización de Montepríncipe y el centro urbano del municipio, pasando cerca del campus de Montegancedo. También la Ciudad de la Imagen esta servida por esta línea. 
Generalmente en Moncloa el recorrido lo inicia en el Paseo de Ruperto Chapí (junto a la línea 865 y la A de la EMT) y atraviesa el Parque del Oeste, pero como los sábados y domingos se cierra al tráfico rodado para peatonalizarlo, esos días inicia su recorrido en el paseo de Moret y rodea el parque.
Los lunes a viernes laborables existe un servicio directo a Moncloa, que usa la M-503 y M-500 en vez del recorrido por la M-511 y A-5 pasando después por Príncipe Pío que hacen el resto de las expediciones. Esta señalado en los teleindicadores como Moncloa Exprés. Además en Boadilla no pasa por la avenida Isabel de Farnesio ni la calle Ronda. Este servicio solo tiene 7 expediciones, repartidas cinco por la mañana, entre las 6 y 9, y otras dos a la una y dos y media de la tarde. En sentido contrario el servicio es más limitado aún con solo tres servicios al día, todos alrededor de las 2 y 3 de la tarde. En agosto el servicio directo se suspende. 
Los días laborables y sábados, los primeros servicios no efectúan parada en el interior de la Ciudad de la Imagen en sentido Madrid.
Siguiendo la numeración de líneas del CRTM, las líneas que circulan por el corredor 5 son aquellas que dan servicio a los municipios situados en torno a la A-5 y comienzan con un 5. Aquellas numeradas dentro de la decena 570 corresponden a aquellas que circulan por Boadilla del Monte. Curiosamente, esta línea establece su cabecera en Moncloa pese a tener parada en Príncipe Pío.
La línea no mantiene los mismos horarios todo el año, siendo las únicas diferencias en agosto, con el cambio de horas de salida de algunas expediciones de Boadilla hacia Madrid en laborables y la susodicha suspensión del servicio directo. 
La línea esta operada por la empresa Boadilla mediante la concesión administrativa VCM-502 - Madrid - Boadilla del Monte (Viajeros Comunidad de Madrid) del Consorcio Regional de Transportes de Madrid.

### Frecuencias
| Lunes a viernes laborables                     |
| A 6:00                                         |
| De 6:30 a 22:30 cada 30 minutos                |
| Servicios directos a Boadilla (excepto agosto) |
| A 13:45 - 14:15 - 15:15                        |
| > Salida del Paseo de Moret >                  |
| Sábados laborables                             |
| De 6:30 a 22:30 cada 30 minutos                |
| Domingos y festivos                            |
| De 6:15 a 22:15 cada hora                      |

| Lunes a viernes laborables (1 sept. - 31 julio)    |
| A 5:45 - 6:15 - 6:45 - 7:15 - 8:15 - 8:45          |
| De 9:15 a 12:15 cada 30 minutos                    |
| A 12:30                                            |
| De 12:45 a 22:15 cada 30 minutos                   |
| A 22:50                                            |
| Servicios directos al Pº Ruperto Chapí (Madrid)    |
| A 6:40 - 6:55 - 7:10 - 7:45 - 9:00 - 13:30 - 14:30 |
| Lunes a viernes laborables (agosto)                |
| A 5:45 - 6:15 - 6:45 - 7:15 - 7:45 - 8:15 - 8:45   |
| De 9:15 a 22:15 cada 30 minutos                    |
| A 22:50                                            |
| Sábados laborables                                 |
| A 6:15 - 6:45 - 7:15 - 7:45 - 8:15 - 8:45          |
| De 9:15 a 12:15 cada 30 minutos                    |
| A 12:50 - 13:15 - 13:50 - 14:15 - 14:50            |
| De 15:15 a 22:15 cada 30 minutos                   |
| A 22:50                                            |
| Domingos y festivos                                |
| De 6:30 a 22:30 cada hora                          |
| *Sin paso por la Ciudad de la Imagen               |

## Recorrido y paradas
NOTA: Debido a las obras de soterramiento de la autovía A-5, las paradas sombreadas en naranja sustituyen a aquellas sombreadas en rojo, desde el 15 de enero de 2025 hasta fin de obras.

### Sentido Boadilla del Monte
La línea inicia su recorrido en el Paseo de Ruperto Chapí de Madrid, que recorre entera hasta el Puente de los Franceses. En caso de que el servicio haya salido del Paseo de Moret, circulará por la Avenida de la Memoria, y haciendo la glorieta de Cardenal Cisneros o bien usará la Avenida Juan Herrera, Calle Martin Prieto y la Avenida Séneca, ó la Avenida Seneca entera volviendo en sentido contrario a circular por la Avenida de la Memoria brevemente para acceder a ella. En ambos recorridos llegan al Puente de Los Franceses por dicha avenida. En ninguno de los tres recorridos el bus efectúa paradas intermedias, a pesar de haberlas.
A partir de aquí el servicio directo se desvía a la M-500, y continuara ahí hasta la intersección con la M-503, usándola hasta la salida 5, desde donde se dirige al Polideportivo volviendo a su recorrido normal. No tiene paradas este trayecto. 
El resto de expediciones continúan por la Avenida de Valladolid y el Paseo de la Florida, con dos paradas en cada una de ellas a sus extremos, siendo esta última la que sirve Príncipe Pío. 
De ahí se dirige por el Paseo Virgen del Puerto y el Paseo de Extremadura hacia la A-5, realizando parada en Campamento, poco después desviándose hacia la Calle del Cine, y usando esta calle para llegar a la Avenida de los Poblados. 
En esta avenida efectúa una parada en Colonia Jardín, y después se desvía a la M-511 efectuando una parada en la glorieta. Sale brevemente de la carretera hacia el Pº del Príncipe para servir la Ciudad de la Imagen con una parada. La línea continúa por la M-511 efectuando dos paradas, y por su continuación natural, la M-501, por unos metros antes de salir de la autovía y dirigirse a la Avenida del Montepríncipe, efectuando una parada antes de llegar a ella, conectando con la respectiva estación de Metro Ligero.
Recorre la avenida completa efectuando un total de seis paradas, hasta desviarse por la M-513, pasando y parando por el Polideportivo, donde el servicio directo vuelve a unirse a la traza del resto de expediciones.
A partir de ahí los autobuses llegan a Boadilla del Monte, y se dirigen a la Avenida de Majadahonda, recorriéndola entera, sin parada alguna, cambiando de sentido al final de ella, y efectuando dos paradas en ella. Después usan la calle Albera (1 parada) y los autobuses que no sean directos la calle Ronda (2 paradas), Ruperto Chapí y la Avenida de Isabel de Farnesio (2 paradas). Los buses directos van hacia la Avenida del Pueblo Nuevo y efectúan una parada ella antes de cruzarse con la Avenida de Isabel Farnesio. 
A partir de este punto continúan todas las expediciones por la avenida del siglo XXI con una parada, la Avenida Infante Don Luis (2 paradas) y por último la calle Miguel Ángel Cantero Olivar, con tres paradas siendo la última el final del trayecto. 
| Código                                                       | Zona | Localidad          | Denominación                                 | Líneas de la parada                                                                                   | Metro / Cercanías |
| ------------------------------------------------------------ | ---- | ------------------ | -------------------------------------------- | --- | ----------------- |
| 11278                                                        |      | Madrid             | Pº Ruperto Chapí - Moncloa                   | A 573 865 N905                                                                                        | Moncloa           |
| Cabecera de los servicios en fines de semana y festivos      |      |                    |                                              | |                   |
| 15525                                                        |      | Madrid             | Pº Moret - Moncloa                           | 62 573 611 612 632 661 664 684 691 N602 N604 N904 N905                                                | Moncloa           |
| Las expediciones directas no efectúan las siguientes paradas |      |                    |                                              | |                   |
| 2412                                                         |      | Madrid             | Av. Valladolid - Pte. Franceses              | 46 N20 573 N905                                                                                       |                   |
| 857                                                          |      | Madrid             | Pº Florida - Príncipe Pío                    | 41 46 75 N20 573 N905                                                                                 | Príncipe Pío      |
| 892                                                          |      | Madrid             | Pº Extremadura - Campamento                  | 36 39 N19 495 511 512 513 514 516 518 521 522 523 524 528 534 538 539 541 545 546 547 548 551 573 581 | Campamento        |
| 08409                                                        |      | Madrid             | Ctra. Cchel. A Aravaca - Colonia Jardín      | 532 560 561 561A 561B 562 563 564 571 572 573 574 591                                                 | Colonia Jardín    |
| 08654                                                        |      | Pozuelo de Alarcón | Ctra. M502 - Urb. Los Ángeles                | 560 561 561A 561B 562 563 564 571 572 573 574 N905                                                    |                   |
| 11448                                                        |      | Pozuelo de Alarcón | Pº Príncipe - Telemadrid                     | 573 658 N902 N905                                                                                     |                   |
| 10471                                                        |      | Pozuelo de Alarcón | Ctra. M511 - Ciudad de la Imagen             | 532 571 573 574                                                                                       |                   |
| 21156                                                        |      | Pozuelo de Alarcón | Ctra. M511 - Cocheras Metro Ligero           | 571 573                                                                                               | Cocheras          |
| 08774                                                        |      | Alcorcón           | Ctra. M511 - Retamares                       | 571 573 574 N905                                                                                      | Retamares         |
| 18271                                                        |      | Boadilla del Monte | Av. Montepríncipe - Estación Montepríncipe   | 571 573 N905                                                                                          | Montepríncipe     |
| 08759                                                        |      | Boadilla del Monte | Av. Montepríncipe - Colegio                  | 571 573 N905                                                                                          |                   |
| 08758                                                        |      | Boadilla del Monte | Av. Montepríncipe - Facultad Informática     | 566 571 573 N905                                                                                      |                   |
| 08768                                                        |      | Boadilla del Monte | Av. Montepríncipe - Gerencia                 | 566 571 573 N905                                                                                      |                   |
| 08747                                                        |      | Boadilla del Monte | Av. Montepríncipe - Centro Comercial         | 566 571 573 N905                                                                                      |                   |
| 11979                                                        |      | Boadilla del Monte | Av. Montepríncipe - Hospital Montepríncipe   | 566 571 573 N905                                                                                      |                   |
| 08746                                                        |      | Boadilla del Monte | Av. Montepríncipe - Urbanización Prado Largo | 566 571 573 N905                                                                                      |                   |
| Paradas del itinerario común                                 |      |                    |                                              | |                   |
| 08918                                                        |      | Boadilla del Monte | Ctra. M513 - Polideportivo Piscinas          | 566 571 573 N905                                                                                      |                   |
| 15568                                                        |      | Boadilla del Monte | Ctra. Majadahonda - Av. Adolfo Suarez        | 1 2 3 566 567 571 573 574 575 N905                                                                    |                   |
| 15065                                                        |      | Boadilla del Monte | Ctra. Majadahonda - Est. Boadilla Centro     | 1 2 3 566 567 571 573 574 575 N905                                                                    | Boadilla Centro   |
| 17338                                                        |      | Boadilla del Monte | Alberca - Bárbara de Braganza                | 1 4 565 571 573 574 575 N905                                                                          |                   |
| Parada exclusiva de las expediciones directas                |      |                    |                                              | |                   |
| 12180                                                        |      | Boadilla del Monte | Av. Nuevo Mundo - Est. Nuevo Mundo           | 1 4 565 573 574 575 N905                                                                              | Nuevo Mundo       |
| Las expediciones directas no efectúan las siguientes paradas |      |                    |                                              | |                   |
| 11645                                                        |      | Boadilla del Monte | Ronda - Centro de Salud                      | 566 571 573 574 N905                                                                                  |                   |
| 15075                                                        |      | Boadilla del Monte | Ronda - Ruperto Chapí                        | 566 571 573 574 N905                                                                                  |                   |
| 13292                                                        |      | Boadilla del Monte | Av. Isablel de Farnesio - Ruperto Chapí      | 571 573 574 N905                                                                                      |                   |
| 13290                                                        |      | Boadilla del Monte | Av. Isabel de Farnesio - Est. Nuevo Mundo    | 571 573 574 N905                                                                                      | Nuevo Mundo       |
| Paradas del itinerario común                                 |      |                    |                                              | |                   |
| 12184                                                        |      | Boadilla del Monte | Av. siglo XXI - Est. siglo XXI               | 1 4 565 571 573 574 576 N905                                                                          | siglo XXI         |
| 12187                                                        |      | Boadilla del Monte | Av. Infante Don Luis - Gregorio Marañón      | 1 571 573 574 575 N905                                                                                | Infante Don Luis  |
| 12188                                                        |      | Boadilla del Monte | Av. Infante Don Luis - Instituto             | 1 571 573 574 575 N905                                                                                |                   |
| 15304                                                        |      | Boadilla del Monte | M. Ángel Cantero Olivar - Centro Comercial   | 1 571 573 574 575 N905                                                                                |                   |
| 15577                                                        |      | Boadilla del Monte | M. Ángel Cantero Olivar - Jaime Ferran       | 573 574 575 N905                                                                                      |                   |
| 15579                                                        |      | Boadilla del Monte | M. Ángel Cantero Olivar - Viñas Viejas       | 573 574 N905                                                                                          |                   |

### Sentido Madrid (Moncloa)
El sentido Madrid es idéntico que la ida, variando en los siguientes puntos:
- En Isabel Farnesio efectúan tres en vez de dos paradas y van hacia la Calle de Ronda por Francisco Alonso en vez de Ruperto Chapí
- La primera parada en la M-511 está en la vía de servicio
- Algunos autobuses no se desvían al Paseo del Príncipe, yendo directos por la M-511 hacia Madrid.
- Para acceder a la A-5, los autobuses van por la Avenida de los Poblados hasta la Avenida Padre Piquer, efectuando la parada de "Campamento" en esta calle en vez de la A-5.
- Para llegar a Príncipe Pío desde la A-5 va directo por los túneles de la M-30 (específicamente el tramo bajo la Avenida de Portugal)
- Llegando a Moncloa, la línea usa la Avenida de Séneca (con 2 paradas) y el último tramo de la Avenida de la Memoria en vez de Ruperto Chapí.
- Las expediciones que terminan en el Paseo de Moret, efectúan parada primero frente al edificio del ejército del aire, y después se dirigen a su cabecera por la calles Romero Robledo y Martin de los Heros, donde finaliza recorrido.

| Código                                                                                | Zona | Localidad          | Denominación                                    | Líneas de la parada                                             | Metro / Cercanías |
| ------------------------------------------------------------------------------------- | ---- | ------------------ | ----------------------------------------------- | --------------------------------------------------------------- | ----------------- |
| 15580                                                                                 |      | Boadilla del Monte | Miguel Ángel Cantero Olivar - Viñas Viejas      | 573 574 N905                                                    |                   |
| 15578                                                                                 |      | Boadilla del Monte | Miguel Ángel Cantero Olivar - Jaime Ferran      | 573 574 N905                                                    |                   |
| 15305                                                                                 |      | Boadilla del Monte | Miguel Ánglel Cantero Olivar - Centro Comercial | 1 571 573 574 575 N905                                          |                   |
| 12189                                                                                 |      | Boadilla del Monte | Av. Infante Don Luis - Méndez Pidal             | 1 571 573 574 575 N905                                          |                   |
| 12186                                                                                 |      | Boadilla del Monte | Av. Infante Don Luis - Federico Gª Lorca        | 1 571 573 574 575 N905                                          | Infante Don Luis  |
| 12185                                                                                 |      | Boadilla del Monte | Av. siglo XXI - Est. siglo XXI                  | 1 4 565 571 573 574 575 N905                                    | siglo XXI         |
| Parada exclusiva de las expediciones directas                                         |      |                    |                                                 |                                                                 |                   |
| 12181                                                                                 |      | Boadilla del Monte | Av. Nuevo Mundo - Est. Nuevo Mundo              | 1 4 565 571 573 574 575                                         | Nuevo Mundo       |
| El servicio directo no efectúa las siguientes paradas                                 |      |                    |                                                 |                                                                 |                   |
| 13289                                                                                 |      | Boadilla del Monte | Av. Isabel de Farnesio - Est. Nuevo Mundo       | 571 573 574 N905                                                | Nuevo Mundo       |
| 13291                                                                                 |      | Boadilla del Monte | Av. Isabel de Farnesio - Federico Chueca        | 571 573 574 N905                                                |                   |
| 17983                                                                                 |      | Boadilla del Monte | Av. Isabel de Farnesio - Pº Sains Cloud         | 571 573 574 N905                                                |                   |
| 12183                                                                                 |      | Boadilla del Monte | Ronda - Ruperto Chapí                           | 566 571 573 574 N905                                            |                   |
| 12607                                                                                 |      | Boadilla del Monte | Pza. Virgen Las Angustas - Est. Nuevo Mundo     | 566 571 573 574 N905                                            | Nuevo Mundo       |
| Itinerario común                                                                      |      |                    |                                                 |                                                                 |                   |
| 09886                                                                                 |      | Boadilla del Monte | Alberca - Instituto                             | 1 4 565 571 573 574 575                                         |                   |
| 12296                                                                                 |      | Boadilla del Monte | Ctra. Majadahonda - Est. Boadilla Centro        | 1 2 3 566 567 571 573 574 575                                   | Boadilla Centro   |
| 15066                                                                                 |      | Boadilla del Monte | Ctra. Majadahonda - Av. Adolfo Suárez           | 1 2 3 566 567 571 573 574 575                                   |                   |
| 08919                                                                                 |      | Boadilla del Monte | Ctra. M513 - Polideportivo Piscinas             | 566 571 573 N905                                                |                   |
| El servicio directo no efectúa las siguientes paradas                                 |      |                    |                                                 |                                                                 |                   |
| 08745                                                                                 |      | Boadilla del Monte | Av. Montepríncipe - Urb. Prado Largo            | 566 571 573 N905                                                |                   |
| 11978                                                                                 |      | Boadilla del Monte | Av. Montepríncipe - Hospital Montepríncipe      | 566 571 573 N905                                                |                   |
| 08748                                                                                 |      | Boadilla del Monte | Av. Montepríncipe - Centro Comercial            | 566 571 573 N905                                                |                   |
| 08749                                                                                 |      | Boadilla del Monte | Av. Montepríncipe - Gerencia                    | 566 571 573 N905                                                |                   |
| 08771                                                                                 |      | Boadilla del Monte | Av. Montepríncipe - Facultad Informática        | 566 571 573 N905                                                |                   |
| 11279                                                                                 |      | Boadilla del Monte | Av. Montepríncipe - Colegio                     | 571 573 N905                                                    |                   |
| 18272                                                                                 |      | Boadilla del Monte | Av. Montepríncipe - Est. Montepríncipe          | 571 573 N905                                                    | Montepríncipe     |
| 08777                                                                                 |      | Alcorcón           | Ctra. M501 - Pol. Ventorro del Cano             | 510A 532 571 573 574 591 N905                                   |                   |
| 08775                                                                                 |      | Alcorcón           | Ctra. M511 - Retamares                          | 571 573 574 N905                                                | Retamares         |
| 21157                                                                                 |      | Pozuelo de Alarcón | Ctra. M511 - Cocheras Metro Ligero              | 571 573                                                         | Cocheras          |
| 10472                                                                                 |      | Pozuelo de Alarcón | Ctra. M511 - Ciudad de la Imagen                | 510A 532 571 573 574                                            |                   |
| Las expediciones que no pasan por Ciudad de la Imagen no efectúan la siguiente parada |      |                    |                                                 |                                                                 |                   |
| 11449                                                                                 |      | Pozuelo de Alarcón | Pº Principe - Telemadrid                        | 571 572 573 658 N902                                            |                   |
| El servicio directo no efectúa las siguientes paradas                                 |      |                    |                                                 |                                                                 |                   |
| 08653                                                                                 |      | Pozuelo de Alarcón | Ctra. M502 - Gta. Arroyo Meaques                | 560 561 561A 561B 562 563 564 571 572 573 574 N905              |                   |
| 08410                                                                                 |      | Madrid             | Ctra. Cchel. A Aravaca - Colonia Jardín         | 510A 532 560 561 561A 561B 562 563 564 571 572 573 574 591 N905 | Colonia Jardín    |
| 2325                                                                                  |      | Madrid             | Av. Padre Piquer Nº27                           | 36 131 573 N905                                                 | Empalme           |
| 2326                                                                                  |      | Madrid             | Av. Padre Piquer - Campamento                   | 121 573 N905                                                    | Campamento        |
| 16342                                                                                 |      | Madrid             | Pº Florida - Príncipe Pío                       | 573 N905                                                        | Príncipe Pío      |
| 2411                                                                                  |      | Madrid             | Av. Valladolid - Pte. Franceses                 | 46 N20 573 N905                                                 |                   |
| 3448                                                                                  |      | Madrid             | Av. Séneca - Martin Fierro                      | A 160 161 573 N905                                              |                   |
| 3449                                                                                  |      | Madrid             | Avenida de la Memoria                           | A 160 161 N28 573 N905                                          |                   |
| 1331                                                                                  |      | Madrid             | Avenida de la Memoria                           | 46 82 83 132 133 162 164 G U N31 573                            |                   |
| Terminal de lunes a viernes laborables                                                |      |                    |                                                 |                                                                 |                   |
| 11278                                                                                 |      | Madrid             | Pº Ruperto Chapí - Moncloa                      | 573 865 N905                                                    | Moncloa           |
| Terminal en fines de semana y festivos                                                |      |                    |                                                 |                                                                 |                   |
| 11980                                                                                 |      | Madrid             | Princesa - Moncloa                              | 160 573 611 612 684 691 N602 N901 N902                          | Moncloa           |
| 15525                                                                                 |      | Madrid             | Pº Moret - Moncloa                              | 62 573 611 612 632 661 664 684 691 N602 N604 N904 N905          | Moncloa           |